# Norman Webster
Norman Campbell Webster (20 de maio de 1896 — 11 de janeiro de 1967) foi um ciclista canadense. Ele representou o Canadá nos Jogos Olímpicos de Verão de 1920, em Antuérpia.